# Река в овраге Елшанка
Овраг Елшанка — река в России, протекает в Татищевском и Саратовском районах Саратовской области. Правый приток реки Мордова.

## География
Устье реки находится в 20 км по правому берегу реки Мордова. Длина реки составляет 13 км.

## Данные водного реестра
По данным государственного водного реестра России относится к Нижневолжскому бассейновому округу, водохозяйственный участок реки — Волга от Саратовского гидроузла до Волгоградского гидроузла, без рек Большой Иргиз, Большой Караман, Терешка, Еруслан, Торгун, речной подбассейн реки — подбассейн отсутствует. Речной бассейн реки — Волга от верхнего Куйбышевского водохранилища до впадения в Каспий.
Код объекта в государственном водном реестре — 11010002212112100010893.